# Chirayu Isarangkun Na Ayutthaya
Chirayu Isarangkun Na Ayutthaya (Thai: จิรายุ อิศรางกูร ณ อยุธยา; * 12. November 1942 in Bangkok) ist ein thailändischer Ökonom und Hofbeamter. Er war von 1987 bis 2018 Generaldirektor des thailändischen Crown Property Bureaus, das das königliche Vermögen verwaltet und Oberstkämmerer des königlichen Hofamts. 2016 stieg er zum Ersten Obersthofmeister auf. Chirayu ist ein erklärter Anhänger der Philosophie der moderaten Wirtschaftsführung („sufficiency economy“), für die sich König Bhumibol Adulyadej einsetzte. Seit 2018 ist er Mitglied des Kronrats von König Maha Vajiralongkorn.

## Herkunft und Ausbildung
Die Familie Isarangkun ist ein entfernter Seitenzweig der Chakri-Dynastie. Das Prädikat na Ayutthaya trägt der entfernten königlichen Abstammung Rechnung. Chirayus Vater Charunphan war Diplomat, Außenminister und Mitglied des Kronrats von König Bhumibol. Chirayu besuchte die St.-Gabriel-Schule in Bangkok und wechselte nach der 10. Klasse an die King’s College School in Wimbledon (London), wo er 1960 seine A-levels erwarb. Er studierte anschließend an der London School of Economics Wirtschaftswissenschaft, machte dort 1964 seinen Bachelor (Honours)-Abschluss und promovierte 1971 an der Australian National University.

## Laufbahn
1976 bis 1979 war Chirayu Dekan der wirtschaftswissenschaftlichen Fakultät des staatlichen National Institute of Development Administration (NIDA). Unter Premierminister Prem Tinsulanonda wurde Chirayu 1985 Industrieminister und ein Jahr später Minister im Büro des Premierministers. Nachdem er sich für eine umstrittene Tantalfabrik in Phuket eingesetzt hatte, die aufgebrachte Anwohner aus Angst vor giftigen Abfällen niederbrannten, war er mit Korruptionsvorwürfen konfrontiert, die allerdings nicht belegt werden konnten.
Wenig später ernannte ihn König Bhumibol am 27. Juli 1987 zum Generaldirektor des Crown Property Bureaus (CBP), das den königlichen Besitz verwaltet. Er bestellte ihn außerdem zum Oberstkämmerer des königlichen Hofamts. Er sitzt in den Boards of Directors mehrerer Unternehmen, an denen das CPB wesentliche Anteile hält. Seit 1987 ist er Verwaltungsratspräsident der Deves-Versicherung. Während und nach der Asienkrise war er von 1998 bis 1999 Verwaltungsratspräsident bei Siam Cement, einem der größten Unternehmen Thailands, und von 1998 bis 2007 bei der Siam Commercial Bank, der zweitgrößten Bank Thailands. Von 2007 bis 2018 stand er erneut dem Verwaltungsrat von Siam Cement vor.
Des Weiteren ist er seit 1998 Vorsitzender des Hochschulrats des NIDA. Er leitet außerdem eine Reihe von Stiftungen, die unter der Schirmherrschaft der königlichen Familie stehen, einschließlich der Sai-Jai-Thai-Stiftung (für verwundete und behinderte Veteranen und deren Familien), der Stiftung für königliche Projekte und der Stiftung der Königin für ergänzende Beschäftigungen (für Bauern).
Im März 2018 ersetzte König Maha Vajiralongkorn Chirayu als Direktor des CPB und Obersthofmeister durch Satitpong Sukvimol. Er berief Chirayu aber in seinen Kronrat.